# Siegfried Westphal
Pour les articles homonymes, voir Westphal.
Siegfried Westphal (18 mars 1902 à Leipzig - 2 juillet 1982 à Celle) est un General der Kavallerie allemand qui a servi au sein de la Heer dans la Wehrmacht pendant la Seconde Guerre mondiale.
Il a été récipiendaire de la Croix de chevalier de la Croix de fer. Cette décoration est attribuée pour récompenser un acte d'une extrême bravoure sur le champ de bataille ou un commandement militaire avec succès.

## Biographie
Siegfried Westphal fut un proche collaborateur de Rommel pendant la campagne de Libye. Il accompagna le chef de l'Afrika Korps à Berlin pour convaincre Hitler de renforcer fortement le contingent en Afrique début 1942. Ce fut un échec. Hitler, préoccupé par la situation de la Wehrmacht en Russie, donna la priorité au front de l'Est.[réf. souhaitée]
Siegfried Westphal fut grièvement blessé le 1er juin 1942. Il est capturé par le troupes américaines en mai 1945.
Il a été appelé comme témoin au procès de Nuremberg. Il est libéré en 1947.

## Fonctions militaires
| 1939-1940   | Chef des Opérations de la 58. Infanterie-Division                           |
| 1940        | Chef des Opérations du XXVII. Armeekorps                                    |
| 1940 - 1941 | Attaché à la Commission d'Armistice franco-allemand+                        |
| 1941 - 1942 | Chef des Opérations du Panzergruppe Afrika en Afrique du Nord               |
| 1942 - 1943 | Chef d'État-major de la Deutsch-Italienische Panzerarmee en Afrique du Nord |
| 1943        | Chef des Opérations de l'OB Süd                                             |
| 1943        | Chef d'État-major de l'OB Süd                                               |
| 1943 - 1944 | Chef d'État-major de l'OB Südwest                                           |
| 1944 - 1945 | Chef d'État-major de l'OB West                                              |

## Décorations
- Croix de fer (1939)
  - 2e Classe (11 mai 1940)
  - 1re Classe (28 mai 1940)
- Insigne des blessés (1939)
  - en Noir
- Insigne de combat des blindés
- Croix allemande en Or (20 décembre 1941)
- Croix de chevalier de la Croix de fer
  - Croix de chevalier le 29 novembre 1942 en tant que Oberst i.G. et Chef des Generalstabes de la Deutsch-Italienische Panzerarmee[1]
- Bande de bras Afrika
- Commandeur de la Légion d'Honneur